# Hípica als Jocs Olímpics d'estiu de 1912 - Doma individual

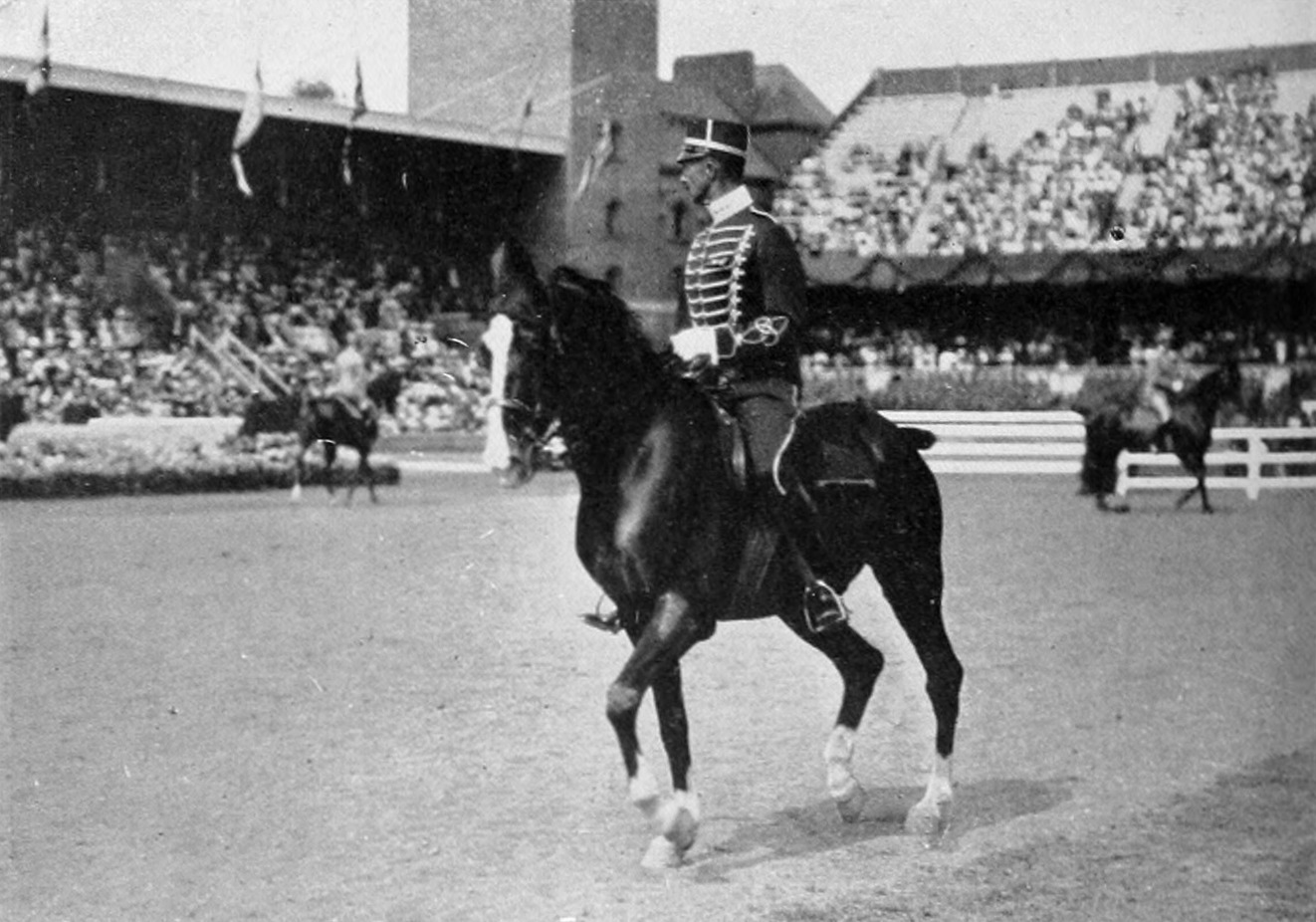
El genet suec Carl Bonde.fou el guanyador de la prova individual de doma clàssica.

La doma individual va ser una de les cinc proves d'hípica que es van disputar als Jocs Olímpics d'Estiu de 1912, a Estocolm. Aquesta va ser la primera vegada que es disputava aquesta prova. L'equip suec dominà la competició, situant als seus sis genets entre els vuit primers classificats i acaparant les tres medalles.

## Medallistes
| Or               | Plata                          | Bronze                        |
| Carl Bonde (SWE) | Gustaf Adolf Boltenstern (SWE) | Hans von Blixen-Finecke (SWE) |

## Resultats
| Pos.   | Binomi                   | Binomi          | Nació        | Punts |
| Pos.   | Genet                    | Cavall          | Nació        | Punts |
| ------ | ------------------------ | --------------- | ------------ | ----- |
| Or     | Carl Bonde               | Emperor         | Suècia       | 15    |
| Plata  | Gustaf Adolf Boltenstern | Neptun          | Suècia       | 21    |
| Bronze | Hans von Blixen-Finecke  | Maggie          | Suècia       | 32    |
| 4      | Fritz von Oesterley      | Condor          | Alemanya     | 36    |
| 5      | Carl Rosenblad           | Miss Hastings   | Suècia       | 43    |
| 6      | Oscar af Ström           | Irish Lass      | Suècia       | 47    |
| 7      | Felix Bürkner            | King            | Alemanya     | 51    |
| 8      | Carl Kruckenberg         | Kartusch        | Suècia       | 51    |
| 9      | Mikhail Yekimov          | Tritonich       | Rússia       | 62    |
| 10     | Gaston Seigner           | Dignité         | França       | 73    |
| 11     | Andreas von Flotow       | Senta           | Alemanya     | 77    |
| 12     | Carl von Moers           | New Bank        | Alemanya     | 83    |
| 13     | Guy Henry                | Chiswell        | Estats Units | 93    |
| 14     | Jacques Cariou           | Mignon          | França       | 94    |
| 15     | Jens Falkenberg          | Hjørdis         | Noruega      | 103   |
| 16     | Rudolf Keyper            | Kinley Princess | Dinamarca    | 111   |
| 17     | Gaston de Trannoy        | Capricieux      | Bèlgica      | 117   |
| 18     | Carl Høst Saunte         | Streg           | Dinamarca    | 120   |
| 19     | Pierre Dufour d'Astafort | Castibalza      | França       | 123   |
| 20     | Jack Montgomery          | Deceive         | Estats Units | 130   |
| 21     | E. de Blommaert de Soye  | Clonmore        | Bèlgica      | 135   |